# Ne valjam
Ne valjam četvrti je studijski album srbijanske pjevačice Nataše Bekvalac. Izdala ga je izdavačka kuća City Records 12. studenoga 2010. godine. Na albumu se nalazi dvanaest pjesama.

## Popis pjesama
| Br. | Skladba                      | Trajanje |
| --- | ---------------------------- | -------- |
| 1.  | »Nikad ne reci nikad«        | 3:43     |
| 2.  | »Ne valjam, Pt. 1«           | 3:54     |
| 3.  | »Prva u piću«                | 3:45     |
| 4.  | »Ne kuni se u svoje drugove« | 3:27     |
| 5.  | »Mrlja«                      | 4:17     |
| 6.  | »Ljubav nije za jedanput«    | 3:20     |
| 7.  | »Ja još uvek verujem«        | 3:46     |
| 8.  | »U meni su dve«              | 4:01     |
| 9.  | »Ne valjam, Pt. 2«           | 3:32     |
| 10. | »Čistija«                    | 3:13     |
| 11. | »Sve što želiš biću ja«      | 3:30     |
| 12. | »Mala leđa«                  | 3:09     |

## Izdanja
| Regija | Datum               | Format | Označiti     |
| ------ | ------------------- | ------ | ------------ |
| Srbija | 12. studenoga 2010. | CD     | City Records |